# Løsgænger
Denne side handler om det politiske begreb. For den tidligere straffelovsregel, se løsgængeri.
 Denne artikel omhandler overvejende eller alene danske forhold. Hjælp gerne med at gøre artiklen mere almen.
 Der er for få eller ingen kildehenvisninger i denne artikel, hvilket er et problem. Du kan hjælpe ved at angive troværdige kilder til de påstande, som fremføres i artiklen.

En løsgænger, partiløs eller frigænger er en folkevalgt, der står uden for partierne, dvs. ikke indgår i en partigruppe.
Normalt bliver man løsgænger ved at melde sig ud af eller blive ekskluderet fra sit parti i løbet af valgperioden. Den hidtil eneste, der er blevet valgt ind i Folketinget som løsgænger efter Grundloven af 1953, er Jacob Haugaard ved folketingsvalget i 1994 – bortset fra Hans Schmidt, der ved valget i 1953 teknisk set blev valgt ind som løsgænger, selvom han reelt repræsenterede Slesvigsk Parti.
Løsgængere forekommer hyppigere i kommunalpolitik end i Folketinget, bl.a. fordi partiapparaterne spiller en stor rolle for sekretær- og ekspertbistand til folketingsmedlemmerne, og det stiller store krav til det enkelte medlem at skulle favne alle politiske fagområder.
Officielt hedder det ikke om en folkevalgt, at han er løsgænger, men at han står uden for partierne, i Folketinget forkortet UFG (udenfor folketingsgrupperne). Betegnelsen løsgænger er egentlig humoristisk ment, da en løsgænger oprindeligt var betegnelsen for en person uden fast bopæl eller erhverv (vagabonder og prostituerede). Løsgængeri var tidligere strafbart.
I Europa-Parlamentet er der en række løsgængere, som nok er medlem af et nationalt parti, men som ikke har fundet sammen med andre parlamentarikere i en gruppe.

## Kendte danske løsgængere

### Folketingspolitikere
- Anne Grete Holmsgaard og Jørgen Lenger (1986 efter brud med VS. Holmsgaard blev dog medlem af SF og indgik i dette partis folketingsgruppe fra september 1986).
- Jacob Haugaard (1994-98)
- Bente Juncker (28. februar 1994 – valget 21. september 1994)
- Frank Dahlgaard (16. juni 1999 – 29. august 2001, hvor han indtrådte i Kristeligt Folkepartis folketingsgruppe)
- Ole Donner (5. juli 2000 – valget 20. november 2001)
- Mogens Andreasen (7. juli 2000 – 20. september 2000, hvor han tilsluttede sig Det Liberale Højre. Igen løsgænger fra 1. november 2000 til valget 20. november 2001)
- Kirsten Jacobsen, Kim Behnke og Thorkild Fransgaard (7. februar 2001 – valget 20. november 2001 – indgik dog i den løse gruppe Frihed 2000)
- Arne Melchior (28. september 2001 – valget 20. november 2001)
- Anders Møller (21. oktober 2002 – valget 8. februar 2005)
- Peter Brixtofte (2004 - 2005)
- Flemming Oppfeldt (2004 - 2005)
- Morten Messerschmidt (i en kort periode i 2007, nu tilbage i Dansk Folkeparti)
- Louise Frevert (8. maj 2007 – 28. september 2007, hvor hun meldte sig ind hos Centrum-Demokraterne. Ved folketingsvalget 13. november 2007 måtte hun forlade Folketinget)
- Pia Christmas-Møller (5. december 2007 – valget 15. september 2011. I dele af perioden var hun medlem af det Konservative Folkeparti, men ikke af deres folketingsgruppe)
- Gitte Seeberg (29. januar 2008 – 9. juli 2008, hvor hun nedlagde sit mandat)
- Jørgen Poulsen (24. juni 2008 til 11. august 2008, hvor han indtrådte i Det Radikale Venstre)
- Simon Emil Ammitzbøll (13. oktober 2008 – 6. januar 2009, hvorefter han stiftede Borgerligt Centrum og derefter indtrådte i Liberal Alliance) (22. oktober 2019 –, efter at have fratrådt sin position i Liberal Alliance )
- Naser Khader (5. januar 2009 – 17. marts 2009, hvor han indtrådte i Konservative - og igen løsgænger fra 18. august 2021)
- Christian H. Hansen (19. januar 2010 - valget 15. september 2011)
- Uffe Elbæk (17. september 2013 – 27. november 2013, hvor han dannede Alternativet) (9. marts 2020[2] – 25. oktober 2021[3])
- Lars Løkke Rasmussen (fra 1. januar 2021 til 14. marts 2022, hvor hans nye parti Moderaterne blev godkendt som nyt parti)
- Inger Støjberg (4. februar 2021 – 21. december 2021[4])
- Peter Skaarup (24. juni 2022 – 28. juli 2022, hvor han meddelte, at hun nu repræsenterer Danmarksdemokraterne på Christiansborg)
- Søren Espersen (25. juni 2022 – 17. august 2022, hvor han blev præsenteret som medlem af og folketingskandidat for Danmarksdemokraterne)[5]
- Lars Boje Mathiesen (9. marts 2023, hvor han blev ekskluderet af Nye Borgerlige)[6]
- Pernille Vermund (11. januar 2024 – 17. januar 2024)[7][8]
- Mike Fonseca (17. november 2023)[9]

### Europaparlamentsmedlemer
- Klaus Riskær Pedersen (fra 4. december 1993 efter eksklusion fra partiet Venstre og indtil udløbet af mandatperioden 18. juli 1994 - i en periode repræsenterede han dog sit eget nystiftede parti De liberale 2000)
- Ejner Hovgaard Christiansen (1992-1994, efter at have forladt Socialdemokratiet)

### Kommunalpolitikere
- Finn Rudaizky (Københavns Borgerrepræsentation, fra 2005-2008, hvor han meldte sig ind i Dansk Folkeparti)
- Winnie Berndtson (Københavns Borgerrepræsentation, fra 2005-)
- Louise Frevert (Københavns Borgerrepræsentation) (2007)
- Uffe Thorndahl (Borgmester i Hørsholm Kommune), (2008-)
- Sonja Rasmussen (Borgmester i Kerteminde Kommune) (2010-)
- Jørn Moos, kommunalbestyrelsen i Lyngby-Taarbæk Kommune (2010–)

## Aktuelle løsgængere i Folketinget
Siden folketingsvalget den 1. november 2022 har følgende medlemmer af Folketinget valgt at forlade deres partier eller partigrupper, eller er blevet ekskluderet fra dem, uden at tilslutte sig en ny partigruppe i Folketinget:
- (Lars Boje Mathiesen var løsgænger i Folketinget fra 10. marts 2023 til 16. januar 2025)
- Theresa Scavenius
- Jon Stephensen
- (Mette Thiesen var løsgænger i Folketinget fra november 2022 til februar 2023)
- Mike Villa Fonseca
- (Pernille Vermund var løsgænger i Folketinget fra 11. til 17. januar 2024)
- Peter Seier Christensen
- (Kim Edberg Andersen var løsgænger i Folketinget fra 16. januar 2024 til 18. marts 2024)
- Jeppe Søe